# Geastrum
Geastrum (biến thể chính tả Geaster) là một chi nấm trong họ Geastraceae. Nhiều loài trong chi này có tên gọi thông dụng là ngôi sao đất.

## Các loài
Các loài bao gồm:
- Geastrum andrewsii
- Geastrum argentatum
- Geastrum australe
- Geastrum berkeleyi
- Geastrum campestre
- Geastrum clelandii
- Geastrum congolense
- Geastrum corollinum
- Geastrum coronatum
- Geastrum dissimile
- Geastrum drummondii
- Geastrum dubowskii
- Geastrum elegans
- Geastrum elliptice
- Geastrum entomophilum[2]
- Geastrum episcopale
- Geastrum fimbriatum f. pallidum
- Geastrum fimbriatum
- Geastrum floriforme
- Geastrum fornicatum
- Geastrum hieronymi
- Geastrum hungaricum
- Geastrum kotlabae
- Geastrum lageniforme
- Geastrum leptospermum
- Geastrum lilloi [3]
- Geastrum lloydianum
- Geastrum minimum
- Geastrum mirabile
- Geastrum morganii
- Geastrum oxylobum
- Geastrum pectinatum
- Geastrum pleosporus[4]
- Geastrum pouzarii
- Geastrum pseudolimbatum
- Geastrum quadrifidum
- Geastrum rhizophorum
- Geastrum rufescens
- Geastrum rugulosum
- Geastrum saccatum
- Geastrum schmidelii
- Geastrum schweinitzii var. stipitatum
- Geastrum schweinitzii
- Geastrum smardae
- Geastrum smithii
- Geastrum stiptatum
- Geastrum striatum
- Geastrum subiculosum
- Geastrum tichifer
- Geastrum triplex
- Geastrum velutinum
- Geastrum welwitschii
- Geastrum xerophilum
- Geastrum xylogenum